# Clive Sinclair
Clive Marles Sinclair, född 30 juli 1940 i Richmond, London, död 16 september 2021 i London, var en brittisk uppfinnare med en rad produkter bakom sig.
Sinclair började med att utveckla radio- och Hi-fi-produkter. Han arbetade senare även med digital elektronik och presenterade bland annat en miniräknare 1972. För allmänheten är han mest känd för sina produkter i den tidiga hemdatorvågen. Hans första produkt på detta område var datorn ZX80 som lanserades 1980 och såldes i byggsats. Därefter kom bland annat ZX81 och ZX Spectrum år 1982 samt Sinclair QL år 1984. Till hans mindre framgångsrika uppfinningar hör det batteridrivna enmansfordonet C5. Hans senaste projekt är en hopfällbar cykel.
Sinclair adlades 1983 för ZX Spectrum och var ordförande för brittiska Mensa 1980-1997.